# Vlag van Sagaing

Vlag van Sagaing

De vlag van Sagaing heeft een zegel van Sagaing gecentreerd op een geel-blauw-rode horizontale driekleur met de tekst စစ်ကိုင်းတိုင်းဒေသကြီး ("Regio Sagaing") boven de zegel binnen de gele band. De vlag werd goedgekeurd tijdens de 21e reguliere zitting van het tweede parlement van de regio Sagaing, gehouden op 30 september 2019.
De gele kleur in de vlag vertegenwoordigt eenheid; Blauw vertegenwoordigt kalm en vredig, de rechtsstaat en rood staat voor moed. Op de achtergrond zijn de meer dan 90 jaar oude Mahaleti Stone-inscriptie in de stad Monywa en een kaart van de regio getekend.
De vorige vlag die 1974 tot 2010 werd gebruikt, heeft een groen veld met een gele Birmese leograaf en de gele tekst "စစ်ကိုင်းတိုင်း" (wat "Divisie Sagaing" betekent)
De vorige vlag die 2010 tot 2019 werd gebruikt, heeft een rood veld met een Birmese leograaf en de tekst "စစ်ကိုင်းတိုင်းဒေသကြီး" (wat "Regio Sagaing" betekent).

Historische vlaggen
1974–2010
2010-2019

Vlag van zones met eigen bestuur
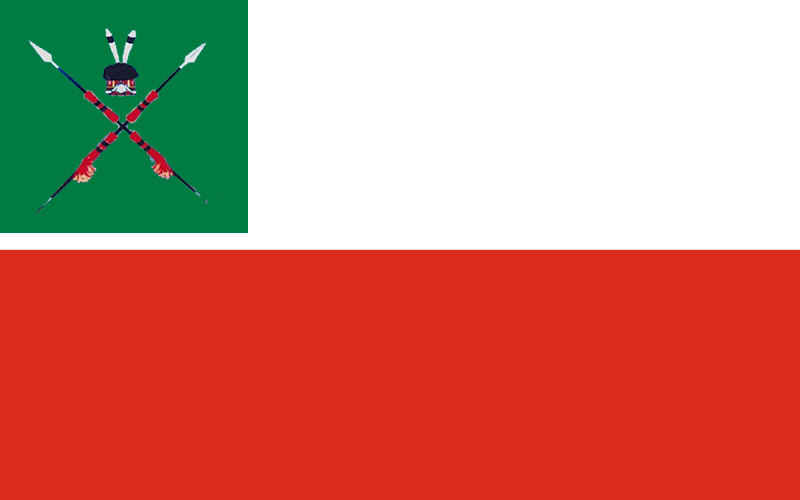
Vlag van Naga